# Mirko Božić
Pour les articles homonymes, voir Božić.
Mirko Božić (né le 21 septembre 1919 à Sinj - mort le 1er août 1995 à Zagreb) était un écrivain et un scénariste croate. Il joua également un rôle important en tant qu'homme politique.

## Biographie
Après avoir étudié à la Faculté de droit de l'université de Belgrade, Mirko Božić a participé au Mouvement de libération nationale croate (Narodnooslobodilački pokret ; en abrégé : NOP) et est devenu directeur du Théâtre national croate de Zagreb. En tant qu'écrivain, il fut aussi le directeur des revues Kulturni radnik, Literatura, Književnik et de l'hebdomadaire Telegram. Il fut également vice-président du Sabor croate. 
Parmi ses œuvres littéraires les plus importantes, on peut citer la saga Trilogija o Kurlanima. Il a aussi écrit des romans, des scénarios pour des films (Djevojka i hrast, la « Jeune Fille et le Chêne »), des dramatiques et des séries pour la télévision, ainsi que des feuilletons radiophoniques. 

## Récompenses
Mirko Božić a reçu le prix NIN du meilleur roman en 1955 pour Neisplakani et, en 1985, le prix Vladimir Nazor pour l'ensemble de son œuvre.